# Adolfo Fumagalli

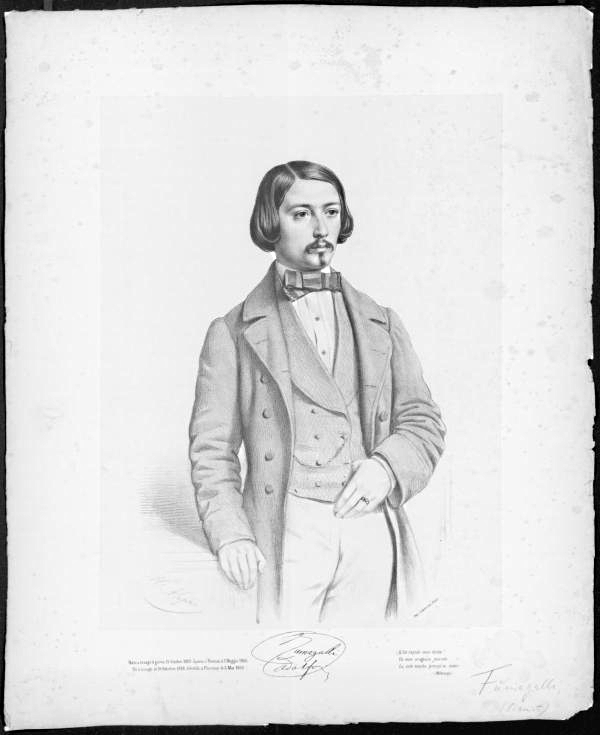
Adolfo Fumagalli, Lithografie von Marie-Alexandre Alophe

Adolfo Fumagalli (* 19. Oktober 1828 in Inzago bei Mailand; † 3. Mai 1856 in Florenz) war ein italienischer Pianist und Komponist des 19. Jahrhunderts.

## Leben und Wirken
Schon mit sehr jungen Jahren begann Adolfo Fumagalli seine musikalischen Studien bei dem Organisten seiner Geburtsstadt, Gaetano Medaglia; ab 23. November 1837 setzte er diese Studien am Mailänder Konservatorium fort, und zwar im Fach Klavier bei Antonio Angeleri, im Fach Kontrapunkt bei Pietro Ray, darüber hinaus in den Fächern Harmonielehre und Komposition. Seinen ersten Auftritt als Pianist hatte er 1840 im Saal des Konservatoriums mit Variationen über den Marsch aus der Oper L’assedio di Corinto von Gioachino Rossini. Auch in den folgenden Studienjahren war er in öffentlichen Akademien seiner Lehranstalt und in Mailänder Salons zu hören, wobei er häufig Fantasien und Variationen über Werke von Sigismund Thalberg, Henri Herz und Friedrich Kalkbrenner vortrug, aber auch eigene Werke ins Programm nahm.
Nach seinem Diplom am 7. September 1847 begann Adolfo Fumagalli seine Laufbahn als Pianist mit dem Debüt in Varese, wonach die Stationen Mailand, Paris und London folgten. Noch im gleichen Jahr fand eine Tournee durch Norditalien mit seinem Bruder Disma statt. Ende der 1840er Jahre ging er nach Paris, wo er sich einen Ruf als Klaviervirtuose erwarb und mit namhaften Komponisten wie Giacomo Meyerbeer und Hector Berlioz bekannt wurde. Einige seiner Werke sind bei dem Verleger Francesco Bonoldi erschienen; Fumagalli heiratete 1852 in Paris dessen Tochter Anna. Ab Anfang der 1850er Jahre gastierte Fumagalli in bedeutenden Städten Italiens (Mailand, Turin, Genua, Venedig), Frankreichs (Nizza, Paris, Lyon, Marseille) und Belgiens (Mons, Lüttich, Brüssel). In Belgien wurde er wegen seiner technischen Meisterschaft, besonders der linken Hand, und wegen der Brillanz und Ausdruckskraft seiner Tongebung der „Paganini des Klaviers“ genannt; auch Rossini schätzte ihn wegen seiner „kantablen Spielweise“. In einem Brief von 1853 schrieb Franz Liszt, „er verneige sich vor ihm als einem Pianisten erster Ordnung“. 1854 kehrte Fumagalli nach Italien zurück und ließ sich im Frühjahr 1856 mit seiner Familie in Florenz nieder, wo er im April 1856 zwei Konzerte im Teatro del Cocomero gab. Schon einen Monat später starb Adolfo Fumagalli in Florenz an Tuberkulose und wurde auf dem Florentiner Friedhof San Miniato begraben.
Auch seine Brüder Carlo, Polibio, Disma und Luca Fumagalli wurden als Komponisten bekannt.

## Bedeutung
Adolfo Fumagalli schrieb über 100 Klavierwerke, unter welchen die Paraphrasen über Teile aus Opern anderer Komponisten (Verdi, Donizetti, Bellini, Meyerbeer) zahlenmäßig herausragen, aber auch ein Album mit Gesängen mit Klavierbegleitung und ein Lehrwerk für Klavier. Heute erscheinen seine Werke, trotz ihrer Eigentümlichkeit und ihres Verdienstes als Studienwerke, als eher formal unbestimmt und stilistisch als manierierte Salonkompositionen.

## Werke (Auswahl)
- Vokalmusik
  - La lira d’Orfeo: album musicale für Singstimme und Klavier, Mailand 1847/48
- Klaviermusik
  - Opernparaphrase „Sonnambula“ op. 14, Mailand 1847 oder 1848
  - Opernparaphrase „Lucia di Lammermoor“ op. 26, Mailand 1848/49
  - Opernparaphrase „Norma“ op. 30, Mailand 1848/49
  - Opernparaphrase „Le Prophète“ op. 43, Mailand 1849/50
  - Il genio della danza, scherzo brillante op. 13, Mailand zwischen 1848 und 1854
  - La Pendule, polka-mazurka op. 33, Mailand 1848/49
  - Le Postillon, galop de concert op. 47, Mailand 1849/50
  - Serenade napolitaine op. 50, Mailand 1849/50
  - Danse des sylphes, rondo brillant op. 83, Mailand / Turin zwischen 1854 und 1857
  - Transkription für die linke Hand Grande fantaisie sur Robert le Diable de Meyerbeer op. 106, Mailand 1855/56 (postum)
  - Transkription für die linke Hand Casa diva che inargenti, nell’opera Norma op. 61, Mailand ohne Jahreszahl
  - Transkription für die linke Hand Coro O Signore, dal tetto natio, nell’opera I Lombardi op. 18, Mailand ohne Jahreszahl
  - zahlreiche Werke für Musikliebhaber, darunter Decamerone: sopra le migliori Opere del Maestro Verdi, Mailand ohne Jahreszahl
- Lehrwerk
  - L’École moderne du pianiste op. 100, Mailand zwischen 1853 und 1855